# Claudia López
Claudia Nayibe López Hernández (Bogotá, 9 marzo 1970) è una politica e politologa colombiana, dal gennaio 2020 al dicembre 2023 sindaco di Bogotà, la prima donna e anche la prima persona apertamente LGBT ad occupare quel ruolo. È stata senatrice della Repubblica di Colombia e candidata alla vicepresidenza alle elezioni presidenziali del 2018 per il partito Alleanza Verde.
Ha lavorato come consulente per le Nazioni Unite e come editorialista in diversi media. La rivista Forbes Colombia l'ha scelta come una delle cinquanta donne più importanti del paese, nel 2020 e nel 2023.

## Biografia
Claudia Nayibe López Hernández, figlia di Elías López Reyes e María del Carmen Hernández Ruiz, è la maggiore di sei fratelli. Ha terminato la scuola primaria in una scuola pubblica a Engativá e il liceo presso la Scuola Rosario a Funza. Si è poi laureata in Finanza, Governo e Relazioni Internazionali presso l'Universidad Externado de Colombia. Ha conseguito un master in Pubblica Amministrazione e Politica Urbana presso la Columbia University di New York e un dottorato di ricerca in Scienze Politiche presso la Northwestern University di Evanston, Illinois, con una borsa di studio Fulbright.
La sua comparsa nella vita pubblica è legata al movimento studentesco della Séptima Papeleta che, tra il 1989 e il 1990, ha promosso l'Assemblea Nazionale Costituente del 1991. È stata direttrice del Dipartimento Amministrativo di Azione Comunitaria Distrettuale (DAACD, ora Istituto Distrettuale di Partecipazione e Azione Comunitaria, IDPAC) a Bogotá e sindaco in carica di Santa Fe de Bogotá durante il primo mandato di Enrique Peñalosa.

## Carriera
È stata consulente delle Nazioni Unite e ha scritto per diversi media del paese come il programma radiofonico Caracol Hora 20, il portale La Silla Vacía, il quotidiano El Tiempo e la rivista Semana.
In qualità di ricercatrice per la Corporazione Arco Iris e la Missione di Osservazione Elettorale (Misión de Observación Electoral; MOE), López è stata premiata per il suo lavoro sui sondaggi atipici che sono stati il punto di partenza per scoprire lo scandalo della parapolitica. Le sue opinioni critiche sul governo dell'ex presidente Álvaro Uribe e dei suoi alleati politici sono state altrettanto controverse. Nell'ottobre 2009 è stata sollevata una polemica dopo il suo licenziamento pubblico da El Tiempo a causa di un suo articolo di opinione in cui criticava la copertura del giornale sullo scandalo dell'Agro Ingreso Seguro. Secondo López, il giornale appartenente alla famiglia Santos, ex proprietario e ora azionista del giornale, avrebbe cercato di favorire la candidatura dell'ex ministro ed ex presidente (2017) Juan Manuel Santos. Inoltre, López ha fatto riferimento all'interesse del giornale ad aspirare al cosiddetto terzo canale televisivo privato del paese. I consigli direttivi, presieduti da Roberto Pombo, hanno definito le dichiarazioni "false, malevole e calunniose".
Nel 2011 un procedimento penale è stato risolto a suo favore dopo che l'ex presidente Ernesto Samper l'ha denunciata per diffamazione e calunnia per averlo collegato alla mafia in un articolo su El Tiempo.
Nel 2013 il governatore di Antioquia, Luis Alfredo Ramos, l'ha denunciata per aver ottenuto voti con l'aiuto di gruppi paramilitari, "Ramos avrebbe potuto essere eletto senza il sostegno dei paramilitari e ha scelto di non farlo", ha detto. Le accuse sono state confermate il 28 agosto 2013 con l'emissione di un mandato d'arresto contro l'ex governatore e la sua successiva condanna per legami con questi gruppi.
López è stata il segretario dell'Azione Sociale di Bogotá durante il primo mandato da sindaco di Enrique Peñalosa. È anche membro del think tank con sede a Washington, l'Inter-American Dialogue.

### Senatrice della Repubblica (2014)
Nel 2014 Claudia López è stata eletta al Senato con 81.125 voti come candidata per il partito Alleanza Verde. Lo stesso anno, un avvocato ha citato in giudizio la sua investitura a senatrice per aver avuto una relazione con la rappresentante della Camera Angélica Lozano Correa, poiché la legge vieta a due persone che hanno un'unione coniugale di fatto di essere membri del Congresso per lo stesso partito politico. Hanno sostenuto che questo divieto non le riguarda, poiché a quel punto erano fidanzati e non avevano un'unione coniugale di fatto. Il Consiglio di Stato ha respinto la causa contro Claudia López e la sua compagna e ha mantenuto l'investitura di entrambe.

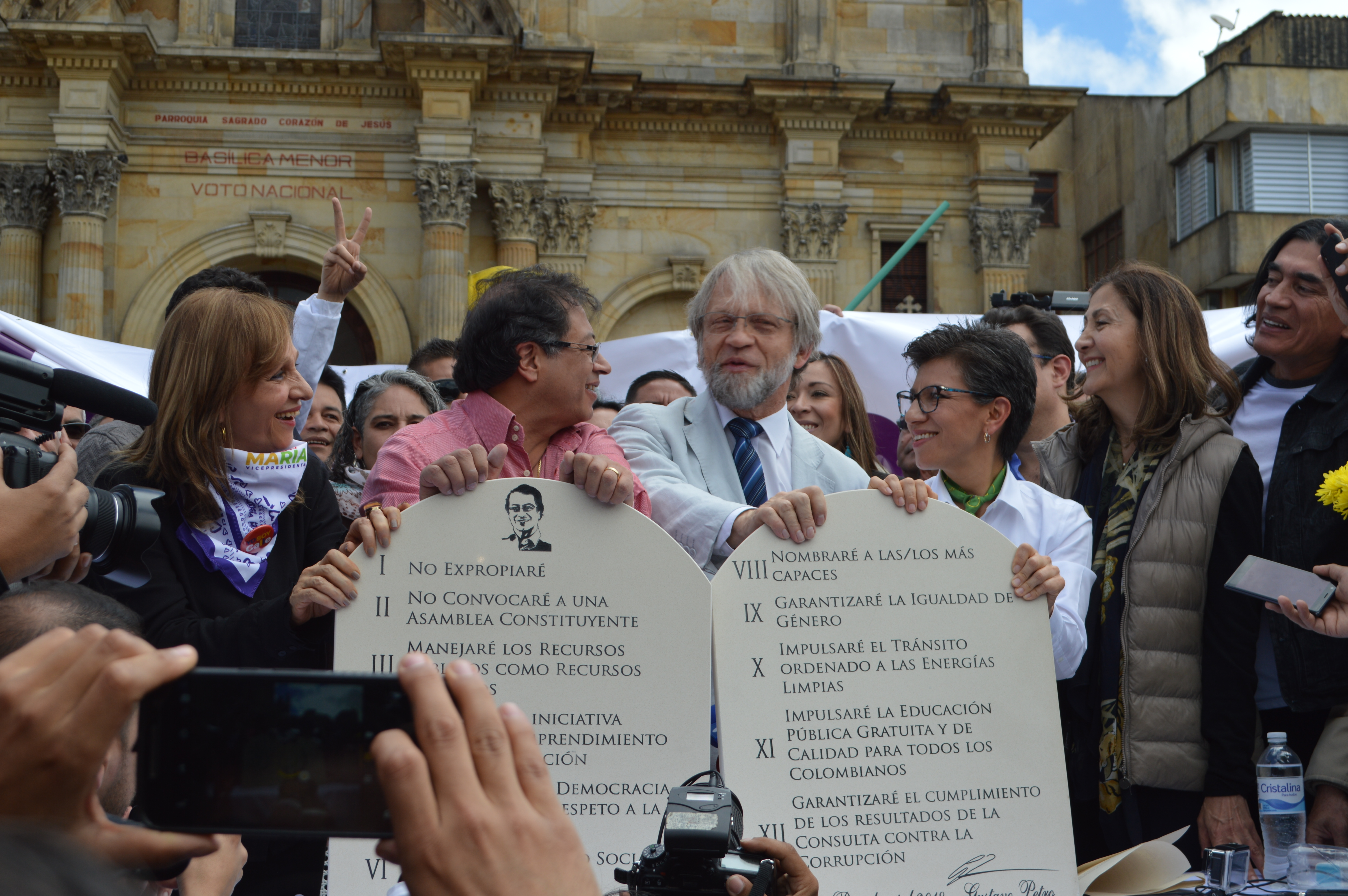
Antanas Mockus e Claudia López, nel 2018, annunciano che avrebbero votato per Gustavo Petro per il ballottaggio presidenziale.

Il 27 dicembre 2016, la senatrice López ha annunciato formalmente la sua intenzione di diventare presidente della Colombia nelle elezioni del 2018, diventando così la prima pre-candidata del partito Alleanza Verde. Più tardi, Antonio Navarro Wolff annunciò che sarebbe stato presentato anche lui come pre-candidato. Il 14 settembre 2017 si è tenuto il congresso nazionale dell'Alleanza Verde per annunciare i risultati di un sondaggio nazionale per eleggere il candidato presidenziale del partito, con la vittoria di Claudia López.
Lo stesso anno, nell'ambito della Coalizione Colombia, composta dal Polo Democratico, dall'Impegno dei Cittadini e dal Partito dell'Alleanza Verde, ha sostenuto per la vicepresidenza Sergio Fajardo, ottenendo il terzo posto al primo turno. Al secondo turno ha sostenuto Gustavo Petro.
Nel 2019 ha sposato la senatrice Angélica Lozano.

### Sindaco di Bogotà (2020-2024)

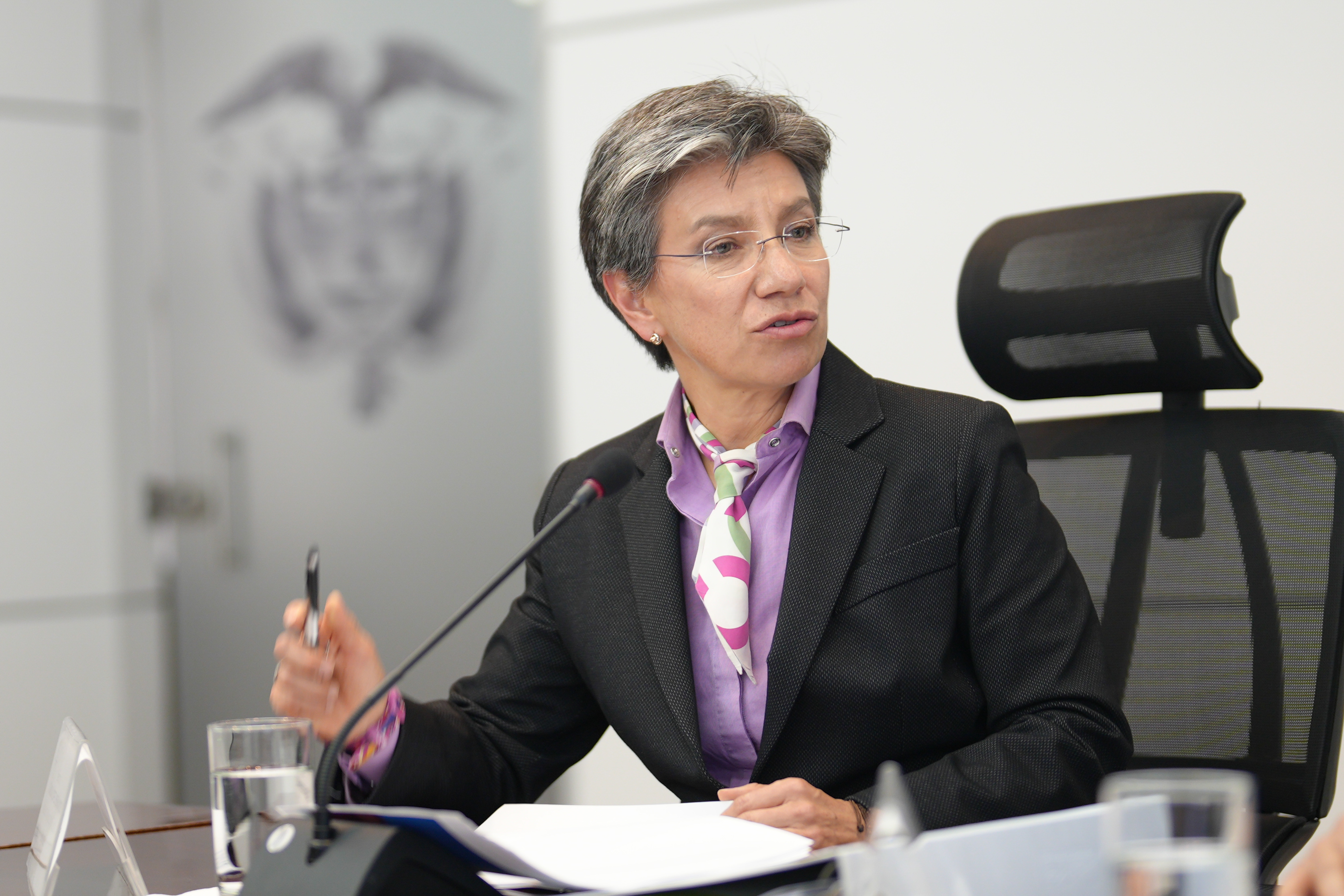
Il sindaco López nel 2023

Il 27 ottobre 2019, López è stata eletta sindaco di Bogotà dopo aver condotto una forte campagna contro la corruzione. Ha prestato giuramento il 1º gennaio 2020 ed è diventata il primo sindaco apertamente gay della città e la prima donna eletta per quella carica a Bogotà. (Tre donne avevano precedentemente ricoperto la carica di sindaco di Bogotá, ma erano tutte sindaci ad interim che sostituivano i sindaci eletti).
Il suo mandato come sindaco è stato segnato dalla pandemia di COVID-19 in Colombia e dalla continua opposizione al governo nazionale del presidente Iván Duque. Le loro azioni chiave durante questo periodo includevano la simulazione precoce dell'isolamento preventivo, la conversione del centro espositivo Corferias nel centro di Bogotá in un ospedale e la chiusura dell'aeroporto El Dorado.

### Controversie
Nell'ottobre 2020, alcune delle dichiarazioni di López sui migranti venezuelani in Colombia hanno suscitato polemiche perché potenzialmente rafforzavano i sentimenti anti-venezuelani, dopo di che sono state respinte dall'Assemblea nazionale venezuelana. Il 18 marzo 2021, López si è scusata per le sue dichiarazioni. 

### Dimissioni dal partito
Quasi al termine del suo mandato di sindaco, nel gennaio 2024, è stata selezionata come borsista del programma Advanced Leadership Initiative presso l'Università di Harvard negli Stati Uniti. Questa borsa di studio riconosce risultati e successi eccezionali nel settore pubblico e privato.
Nel maggio 2024 ha annunciato le sue dimissioni dal partito Alianza Verde dopo diversi anni di adesione, poiché alcuni dei suoi colleghi di partito sono stati coinvolti nello scandalo di corruzione dell'Unità nazionale per la gestione del rischio di catastrofi (UNGRD) relativo all'acquisto di autocisterne per l'approvvigionamento idrico di La Guajira.
Durante una recente visita in India, ha parlato con l'Hindustan Times della forte leadership urbana e delle iniziative che ha intrapreso durante il suo mandato come sindaco di Bogotá.
In vista delle elezioni presidenziali in Venezuela, ha espresso il suo sostegno alla politica venezuelana María Corina Machado. Il 26 luglio 2024 si è recata in Venezuela per partecipare come osservatrice elettorale. Tuttavia, si è lamentata del fatto che il suo passaporto le è stato tolto senza spiegazioni e che è stata poi espulsa dal paese.